# Johannes Laurentius Weiss a společníci
Johannes Laurentius Weiß (řeholním jménem Liberat) a jeho dva společníci Michele Pio Fasoli a Antonio Francesco Marzorati (řeholním jménem Samuele) byli němečtí a italští římskokatoličtí kněží a řeholníci Řádu menších bratří, sloužící jako misionáři v Etiopii, kde byli pro svoji víru 3. března 1716 ukamenováni. Katolická církev je uctívá jako blahoslavené mučedníky.

## Život

### Johannes Laurentius Weiß
Johannes Laurentius Weiß se narodil v Konnersreuthu v Bavorsku 4. ledna 1675 jako druhé ze šesti dětí.
Vzdělání získal v cisterciáckém klášteře Valdsasy v Horní Falci. Do Řádu menších bratří vstoupil ve františkánském klášteře ve Štýrském Hradci ve Štýrsku 13. října 1693. Přijal řeholní jméno Liberat. Kněžské svěcení přijal ve Vídni 14. září 1699 z rukou arcibiskupa ostřihomského a kardinála Leopolda Karla z Koloniče. Po vysvěcení pracoval v Langenlois a poté ve Štýrském Hradci. V roce 1703 se nabídl, že půjde na misie, načež absolvoval potřebné přípravy. Kongregace pro šíření víry jej misionářem ustanovila 4. dubna 1704 poté, co podstoupil pětiměsíční formaci v Římě a 1. ledna 1705 odcestoval do Káhiry, aby se připojil ke skupině, která měla dorazit do Etiopie.
Dne 14. ledna 1705 opustil Káhiru podél řeky Nil – se sedmi společníky, které vedl otec Giuseppe da Gerusalemme – aby dorazil do Etiopie a zahájil svou misii. V červnu jeho skupina dorazila do Debby v Súdánu, ale kvůli mocenskému napětí zde jí nebylo umožněno pokračovat, a tak se 21. srpna se svými společníky uchýlil do Allefunu. Tam zůstali až do 31. března 1708, kdy byli povoláni do Sennaru, ale postupem času někteří misionáři zemřeli nebo se vrátili domů, což Weisse nechalo o samotě s otcem Giuseppem a Michelem Piem Fasolim. Po Giuseppově smrti v květnu roku 1709 však došlo k neúspěchu, který donutil Weisse a Fasoliho vrátit se do Káhiry 30. června 1710. Dne 20. dubna 1711 úředníci Kongregace pro šíření víry v Římě požádali oba, aby se znovu pokusili cestovat do Etiopie, což vedlo k jejich odjezdu 3. listopadu 1711 po boku Antonia Francesca Marzoratiho. Trojice dorazila do Gondaru 20. července 1912, aby je přijal císař Yostos.

### Michele Pio Fasoli
Michele Pio Fasoli se narodil 3. května 1676 v Zerbu v Pavii. Do Řádu menších bratří vstoupil v Luganu ve Švýcarsku. Kongregace pro šíření víry ho 21. ledna 1704 uznala za jednoho ze svých misionářů poté, co absolvoval kurz, který ho měl připravit na jeho budoucí činnost.

### Antonio Francesco Marzorati
Antonio Francesco Marzorati se narodil ve Varese 10. září 1670. Poté, co byl přijat do Řádu menších bratří, si zvolil řeholní jméno Samuele. Do Káhiry dorazil nejprve 10. září 1701 po absolvování kurzu, který ho měl připravovat na práci na zahraničních misiích.

## Smrt
Císař David III. (vládl 1716–1721) prohlásil všechny katolíky za kacíře a nařídil jejich okamžité pronásledování, kdy nesouhlasil s politikou svého předchůdce Yostose (vládl 1711–1716), který misionářům dovolil učit a působit v malé nemocnici, přestože jim kázat zakázal. Všichni tři byli 2. března 1716 zatčeni a nuceni zříci se Chalcedonského koncilu a konvertovat k etiopské pravoslavné církvi, což trojce odmítla, důsledkem čehož byla následujícího 3. března veřejně ukamenována k smrti.

## Úcta
Jejich beatifikační proces započal dne 25. července 1933, čímž obdrželi titul služebníci Boží. Dne 28. března 1988 podepsal papež sv. Jan Pavel II. dekret o jejich mučednictví. Blahořečeni pak byli tímtéž papežem dne 20. listopadu 1988 v bazilice sv. Petra.
Jejich památka je připomínána 3. března. Bývají zobrazováni v řeholních oděvech.